# Schönwald (Bayern)

Schönwald este un oraș din districtul Wunsiedel, regiunea administrativă Franconia Superioară, landul Bavaria, Germania. 

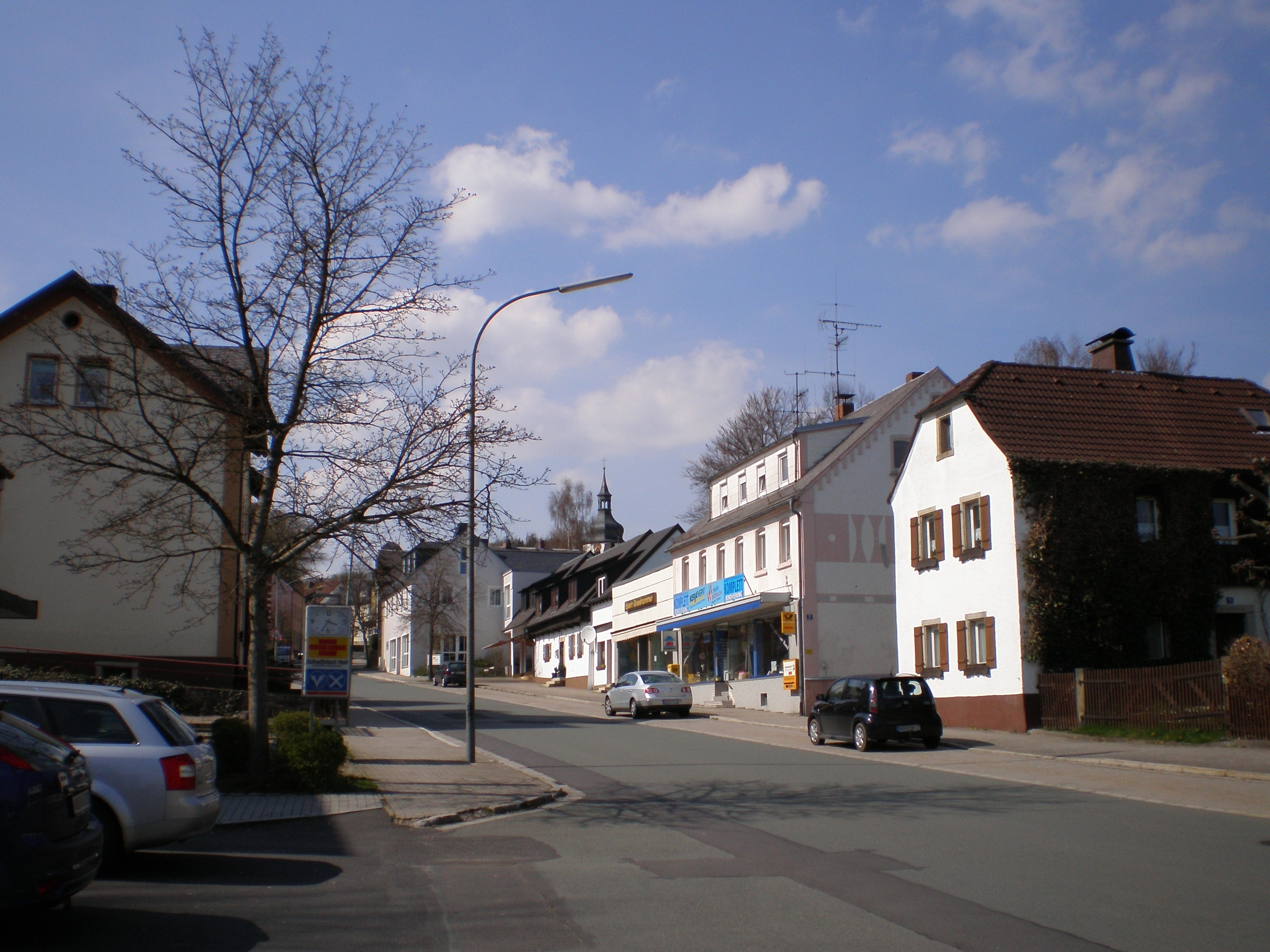
Schönwald